# Фејзулах ефендија
Мехмед Фејзулах ефендија (Ерзурум, 1639. - Једрене 1703) је био османски шејх ул-ислам 1688. и од 1695. до 1703. године.

## Биографија
Рођен је у Ерзуруму 1639. године. На функцију шејх ул-ислама први пут долази током владавине Сулејмана II (1688). Поново је враћен на функцију 1695. године по доласку Мустафе II на власт. У сукобу са шејх ул-исламом, Фејзулах ефендијом, Хусеин-паша подноси оставку 1702. године. То доводи Фејзулах ефендију на чело османске политике. Султан Мустафа II је већину свог времена проводио у својој палати у Једрену, док је ефендија постављао везире, разматрао одлуке Хусеин-паше и тиме уносио неред у администрацију и финансије. То је изазвало побуну јаничара која је завршена погубљењем Фејзулах ефендије 1703. године и абдикацијом Мустафе у корист свога брата Ахмеда III (1703-1730). Миран период Ахмедове владавине (1718-1730) је тзв. „период лала“ у османској историји.